# Стібно
Стібно ( Stubno) — розташоване на Закерзонні село в Польщі, у гміні Стубно Перемишльського повіту Підкарпатського воєводства.
Населення — 1331 особа (2011).

## Розташування

Церква у св. Димитрія у Стібно перед руйнацією.

Розміщене недалеко від кордону з Україною. Село розташоване за 20 км на північний-схід від Перемишля та 71 км на схід від Ряшева.

## Історія
Перша писемна згадка про Стібно походить з 1358 р., коли Казимир Великий надав село двом шляхтичам: Симонові й Лайнові. До 1772 р. село входило до Перемишльської землі Руського воєводства.
У 1880 р. село належало до Перемишльського повіту Королівства Галичини та Володимирії Австро-Угорської імперії, в селі було 146 будинків і 819 жителів, а на землях фільварку 9 будинків і 76 мешканців; 616 були греко-католиками, 222 — римо-католиками, а 67 — юдеями.
У 1934-1939 рр. село було адміністративним центром ґміни Стубно Перемишльського повіту Львівського воєводства. У 1939 році в селі проживало 1410 мешканців, з них 820 українців-грекокатоликів, 360 українців-римокатоликів, 100 поляків, 100 польських колоністів міжвоєнного періоду і 30 євреїв. 
12 вересня 1939 р. село зайняла німецька армія, однак відповідно до угоди Рібентропа-Молотова наприкінці вересня 1939 р. село передане Червоній армії. 27.11.1939 постановою Президії Верховної Ради УРСР село у складі повіту включене до новоутвореної Дрогобицької області, а 17 січня 1940 року — до Медиківського району. В червні 1941, з початком Радянсько-німецької війни, село було окуповане німцями. В липні 1944 року радянські війська оволоділи селом, а в березні 1945 року село зі складу Дрогобицької області передано Польщі. Українців добровільно-примусово виселяли в СРСР (переважно у село Забойки та Драганівку на Тернопільщині), решту в 1947 р. депортовано на понімецькі землі.
У 1975-1998 роках село належало до Перемишльського воєводства.

## Церква
У 1898 р. українці збудували муровану греко-католицьку церкву Вмч. Димитрія. До їх депортації була парафіяльною церквою, яка належала до Медицького деканату Перемишльської єпархії. Після виселення українців в приміщенні плебанії деякий час розташовувався уряд ґміни, пошта і бібліотека. Не далеко також знаходилась "захоронка" українських монахинь, після виселення українців там знаходився відділ міліції. До нинішнього дня з церкви залишилися тільки рештки фундаменту.

## Демографія
Демографічна структура станом на 31 березня 2011 року:
|          | Загалом | Допрацездатний вік | Працездатний вік | Постпрацездатний вік |
| -------- | ------- | ------------------ | ---------------- | -------------------- |
| Чоловіки | 666     | 161                | 446              | 59                   |
| Жінки    | 665     | 153                | 400              | 112                  |
| Разом    | 1331    | 314                | 846              | 171                  |